# Hiroya Matsumoto (Fußballspieler)
Hiroya Matsumoto (jap. 松本 大弥 Matsumoto Hiroya; * 10. August 2000 in Tokio) ist ein japanischer Fußballspieler.

## Karriere
Hiroya Matsumoto erlernte das Fußballspielen in der Jugendmannschaft des Erstligisten Sanfrecce Hiroshima. Hier unterschrieb er im September 2018 auch seinen ersten Profivertrag. Der Verein aus Hiroshima, einer Hafenstadt im Südwesten der japanischen Hauptinsel Honshū, spielte in der höchsten Liga des Landes, der J1 League. Anfang 2021 wurde er an den Zweitligisten Ōmiya Ardija nach Ōmiya-ku ausgeliehen. Für den Klub stand er 16-mal in der zweiten Liga auf dem Spielfeld. Die Saison 2022 spielt er ebenfalls auf Leihbasis beim Zweitligisten Zweigen Kanazawa. Für den Verein aus Kanazawa bestritt er 34 Zweitligaspiele. Nach der Ausleihe kehrte er Ende Januar 2023 zu Sanfrecce zurück. Am Ende der Saison 2024 wurde er mit Sanfrecce Hiroshima Vizemeister der Liga.

## Erfolge
Sanfrecce Hiroshima
- Japanischer Vizemeister: 2018, 2024